# جيبيك جولي
جيبيك جولي، هي محطة لخطوط الشبكة الحضرية بألماتي في كازاخستان. افتتحت المحطة في 1 ديسمبر 2011.